# 小林通孝
小林 通孝（こばやし みちたか、1955年8月28日 - ）は、日本の俳優、声優。千葉県茂原市出身。青二プロダクション所属。

## 略歴
千葉県立一宮商業高等学校卒業。劇団ひまわり、東北新社第5期養成、赤木演劇研究所、Kプロダクション、放送表現教育センターを経て、青二プロダクション所属。
高校卒業後、俳優としてTBSのテレビドラマを中心にエキストラなどの役で出演していた。
初主演は『未来警察ウラシマン』のウラシマ・リュウ役である。当時の小林は4、5回オーディションを受けており、スタッフ側は「こいつは1年間、主役を演じきれるのか」と小林自身が声優としての経験が少ないのと、下手だったことから不安があったようだった。最終的にウラシマ・リュウ役で射止めた時は主役だったことからすごく嬉しかったものの、不安もいっぱいだったという。
一時期、芸名を新田 三士郎（にった さんしろう）に改名し、2000年7月に俳優・声優養成所の「新田塾」を開塾したが、2005年5月に再び本名の小林通孝に戻し、「新田塾」も「声優塾VoiceHeart」と名を改めている。

## 人物
多数のアニメ、テレビ番組、ゲームに出演している。
昔は『未来警察ウラシマン』のウラシマ・リュウ役で2名目半のヒーロー役を演じていたが、その後はアニメに欠かせない名脇役になった。役柄としてはコミカルな役柄が多い。
特技はテニス、ゴルフ、野球。
同じく声優の古谷徹は同年代であり、ゴルフに関しては共にプレーする仲である。

## 出演
太字はメインキャラクター。

### テレビアニメ
1973年
- ドラえもん（日本テレビ版） ※「小林道隆」と誤表記

1980年
- 鉄腕アトム (アニメ第2作)（1980年 - 1981年、少年D、隊員C）

1982年
- The・かぼちゃワイン（隆夫）
- ダッシュ勝平（川田）
- 太陽の牙ダグラム（パイロット）
- ときめきトゥナイト（医者）

1983年
- 愛してナイト（杉）
- 銀河疾風サスライガー（マンテルバ、ゼル、男A、男、部下）
- 未来警察ウラシマン（ウラシマ・リュウ）
- 魔法の天使クリィミーマミ

1984年
- OKAWARI-BOY スターザンS（リュウ）
- GALACTIC PATROL レンズマン（トーマス）
- Gu-Guガンモ（蔵前先生、カクさん、プロレス警官）
- 宗谷物語（水兵、青木、吉田、無線士、犬係、観測員、航海士）
- 特装機兵ドルバック（兵士A）
- ビデオ戦士レザリオン（1984年 - 1985年、エレファン、エリック・シッド、佐々木、管制官、警備兵、アキオ、ツインアー）
- 夢戦士ウイングマン（1984年 - 1985年、福本、店員、ボーイ、見物人A、警官、戦斗員B）

1985年
- 悪魔島のプリンス 三つ目がとおる（悪童）
- ゲゲゲの鬼太郎（第3作）（1985年 - 1988年、朱の盤、油すまし、バケ傘、カニダコ、破れ提燈 他）
- コンポラキッド（ラン）

1986年
- 銀牙 -流れ星 銀-（陣内）
- 剛Q超児イッキマン（主審）
- ドラゴンボール（1986年 - 1987年、店員、兵士D、兵士B）
- ハイスクール!奇面組（パトラッシュ）
- 北斗の拳（1986年 - 1988年、部下A、サウザーの部下、リハクの部下〈A〉、従者〈A〉、ジイ、サイヤ、ブルース 他） - 2シリーズ
- ワンダービートS

1987年
- きまぐれオレンジ☆ロード（アナウンサー、男達、高校生、小松の兄、サーファー 他）
- 新メイプルタウン物語 パームタウン編（新聞記者、ドアーマン）
- 聖闘士星矢（1987年 - 1988年、トレミー、昔日の老師）
- トランスフォーマー ザ☆ヘッドマスターズ（1987年 - 1988年、ハイブロウ、ハウンド）

1988年
- キテレツ大百科（尖浩一〈初代〉、子分A）
- グリム名作劇場（悪魔、街の男）
- 闘将!!拉麵男（ガダム弟子〈B〉、部下、修業僧B）
- ハロー!レディリン（エリック）
- ビックリマン（1988年 - 1989年、助伝、オキアミ天魔、人狩魔僧、真空破鬼、魔色 他）
- ひみつのアッコちゃん（第2作）（ギョロ、ヒカル、ハデ男）
- 燃える!お兄さん（アイアン）

1989年
- 悪魔くん（1989年 - 1990年、ユルグ）
- かりあげクン（秘書、ウエイター、エリート社員、ナレーション、寿司屋主人 他）
- ジャングルブック・少年モーグリ（オオカミ）
- 獣神ライガー（ギガメノン、男、不良C）
- 新グリム名作劇場（1988年 - 1989年、盗賊D、子供、兵隊、宿の亭主、男B、駆者）
- 新ビックリマン（パン助）
- ピーターパンの冒険（黒マントA、浮石）
- 魔法使いサリー（1990年 - 1991年、近衛兵長、熊井、家来、銀行員、大使）

1990年
- キャッ党忍伝てやんでえ（松吉〈初代〉）
- 魔神英雄伝ワタル2（ウェイター）
- もーれつア太郎（1990年版）（医者、生毛）
- 私のあしながおじさん（アマサイ）

1991年
- ウルトラマンキッズ 母をたずねて3000万光年（1990年 - 1991年、ポリポリ、シーゴラ、タッコン兄弟、ペント）
- OH!MYコンブ（司会者）
- 緊急発進セイバーキッズ（室長）
- きんぎょ注意報!（科学の先生）
- ゲッターロボ號（車掌、機長、兵士A）
- 少年アシベ（エイジ、秋雄、西尾ヒトシ）
- 新世紀GPXサイバーフォーミュラ（小林）
- ちびまる子ちゃん（1991年 - 2019年、おじさんB、老人、おでん屋さん、佐伯のおじいさん） - 2シリーズ
- トラップ一家物語（郵便配達人、運転手、カール）
- まじかる☆タルるートくん（1991年 - 1992年、秘書、的場、スクープン）
- 横山光輝 三国志（1991年 - 1992年、荀彧〈2代目〉）

1992年
- スーパービックリマン（オーロラ王神、スサノオロ士、トン魔戎、魔グ魔、側近ロボット、赤商人、デスザート 他）
- 楽しいムーミン一家 冒険日記（近衛兵）
- ドラゴンクエスト ダイの大冒険（第1作）（水晶球 / 竜水晶）
- ドラゴンボールZ
- 美少女戦士セーラームーン（男、婚約者、コック、麻藤監督）

1993年
- 蒼き伝説シュート!（三橋英二郎、小柳仁）
- 3丁目のタマ うちのタマ知りませんか?（泥棒）
- ツヨシしっかりしなさい（スーツ男）
- 熱血最強ゴウザウラー（1993年 - 1994年、中島辰男、高校生、藤吉雅夫、副官）
- バトルスピリッツ 龍虎の拳（部下B）

1994年
- 七つの海のティコ（科学者A、ソナー員、部下A、クルー、客、クーリエ博士、科学者A 他）

1995年
- アニメ世界の童話（養蜂家、ピエロ）
- ロミオの青い空（サベリオ、ピエロ）

1996年
- ゲゲゲの鬼太郎（第4作）（1996年 - 1997年、さかき、車掌猫、カラス天狗、佐々木、隆三 他）

1997年
- 金田一少年の事件簿（九条章太郎）

1998年
- MASTERキートン（部下B）

1999年
- 週刊ストーリーランド（1999年 - 2000年、ビジネスマン、もりお）
- ONE PIECE（1999年 - 2024年、ヤソップ、アマンダの父）

2000年
- マシュランボー（ボス、カメレオン、ニッパー）

2001年
- ののちゃん（川田）

2003年
- ベイベーばあちゃん

2004年
- サムライガン（留）

2005年
- あたしンち（水島の夫）
- ドラえもん（テレビ朝日版第1期）（従者）

2008年
- ゲゲゲの鬼太郎（第5作）（所長）
- はたらキッズ マイハム組（裁判長ハム）
- 魔法遣いに大切なこと 〜夏のソラ〜（子連れの父親）

2009年
- うみものがたり 〜あなたがいてくれたコト〜（おじさん）
- ねぎぼうずのあさたろう（こももの父）

2010年
- デジモンクロスウォーズ（エンジェモン）

2012年
- ONE PIECE エピソードオブルフィ 〜ハンドアイランドの冒険〜（ヤソップ）

2017年
- ONE PIECE エピソードオブ東の海 〜ルフィと4人の仲間の大冒険!!〜（ヤソップ）

2022年
- もっと!まじめにふまじめ かいけつゾロリ（医者）

### 劇場アニメ
1982年
- 機動戦士ガンダムIII めぐりあい宇宙篇（ジョブ）

1984年
- SF新世紀レンズマン（オペレータ）

1985年
- Gu-Guガンモ（カクさん）
- ゲゲゲの鬼太郎（朱の盤）

1986年
- ウインダリア（兵士）
- 強殖装甲ガイバー（モルモット）
- ゲゲゲの鬼太郎 妖怪大戦争（吸血狼A）
- ゲゲゲの鬼太郎 最強妖怪軍団!日本上陸!!（ばけ傘）
- ドラゴンボール 神龍の伝説（運転手）
- 北斗の拳
- メイプルタウン物語（助手A）

1987年
- 聖闘士星矢（魔矢）
- 新メイプルタウン物語 パームタウン編（新聞記者）

1988年
- 銀河英雄伝説 わが征くは星の大海（トニオ）
- 聖闘士星矢 神々の熱き戦い（兵士）
- ビックリマン 第一次聖魔大戦（助剣）
- ビックリマン 無縁ゾーンの秘宝（助伝）

1989年
- AKIRA
- 悪魔くん（ユルグ）
- 伊勢湾台風物語（木村先生）
- ギャラガ HYPER PSYCHIC GEO GARAGA（オペレーター）
- ひみつのアッコちゃん（ギョロ）
- ひみつのアッコちゃん 海だ!おばけだ!夏まつり（ギョロ）

1990年
- 悪魔くん ようこそ悪魔ランドへ!!（ユルグ）

1991年
- うしろの正面だあれ

1993年
- Coo 遠い海から来たクー（フレー大尉）
- 三国志 第二部・長江燃ゆ!（丁奉）
- ろくでなしBLUES（弘之）

1994年
- 三国志 完結編・遥かなる大地（劉禅）

1995年
- カッタ君物語
- MEMORIES「最臭兵器」（レポーター）

1996年
- 金田一少年の事件簿・オペラ座館・新たなる殺人（警官）

2022年
- ONE PIECE FILM RED（ヤソップ）

2025年
- 名探偵コナン 隻眼の残像（タクシーの運転手）

### OVA
1985年
- 戦え!!イクサー1（富士弐號隊員B）

1986年
- ウォナビーズ（レフリー）
- カリフォルニア・クライシス 追撃の銃火（兵士）
- 装鬼兵M.D.ガイスト（メンバー）
- バビ・ストック II ザ・リベンジ・オブ アイズマン 愛の鼓動の彼方に（隊長）
- ルーツ・サーチ 食心物体X（レイモンド）
- 湘南爆走族（白鳥）

1987年
- 禁断の黙示録 クリスタル・トライアングル（港）
- 超獣機神ダンクーガ GOD BLESS DANCOUGA（ケイ・ベックリン）
- TWD EXPRESS ROLLING TAKEOFF（XR-15）
- 破邪大星ダンガイオー（1987年 - 1988年、妖諜サマンダ、ドムドン）

1988年
- 銀河英雄伝説（トニオ）
- Crying フリーマン（レフリー、副操縦士）
- 遠山桜宇宙帖 奴の名はゴールド（男B）
- ドミニオン（係官、隊員）
- 六神合体ゴッドマーズ 十七歳の伝説

1989年
- 紅い牙 ブルー・ソネット（村木）
- アーシアン（男）
- ARIEL（1989年 - 1991年、所員B）
- 真魔神英雄伝ワタル 魔神山編（ワタルの父）
- 超獣機神ダンクーガ 白熱の終章（秘書、助手A）
- バオー来訪者（兵士）
- 風魔の小次郎（夜叉一族、生徒、兜丸）
- 妖魔（追忍、妖樹）
- ライディング・ビーン（モーリス）

1990年
- ウルトラマングラフィティ おいでよ!ウルトラの国（カネゴン、シーゴラス、ヒドラ、ウルトラマンA）
- クレオパトラD.C.（ロバート、コンピューター）
- 本気!シリーズ（新二）
  - 本気!2 抗争編
  - 本気!3 立志編

1991年
- 乙姫CONNECTION（関内）
- 3×3 EYES（オカマ2）
- BE-BOP-HIGHSCHOOL（1991年 - 1995年、金田光一、三浦）
- 魍魎戦記MADARA（淒斬刃双臀ナエ）
- ロードス島戦記（村人、ダークエルフB、ダークエルフ、魔導師）

1992年
- 機神兵団（半澤機関助士）
- ジャイアントロボ THE ANIMATION -地球が静止する日（1992年 - 1998年、ラジオ・ニュースアナウンサー、トランボ博士、エキスパート#1、血風連(2)）
- 創竜伝（横瀬昭次 他）
- のぞみウィッチィズ（アナウンサー）
- 魔動王グランゾート 冒険編（作業員、男）
- るり色プリンセス（ザイラ）

1993年
- アイドル防衛隊ハミングバード（ベストガイ司会〈男〉）
- 銃夢
- 紺碧の艦隊（厳田新吾、蔵田育之進〈初代〉）
- ドラゴンハーフ（司会者、受付）
- 魔神英雄伝ワタル 終わりなき時の物語（先生）

1995年
- 紺碧の艦隊（尾方四郎）

1999年
- 旭日の艦隊（村田蔵六）

2008年
- 念仏物語 親鸞さま ねがい、そして ひかり。

2010年
- ONE PIECE FILM STRONG WORLD EPISODE:0（ヤソップ）

### ゲーム
1987年
- ラプラスの魔（ビンセント）

1989年
- イースI・II（ルタ・ジェンマ）

1990年
- うる星やつら STAY WITH YOU

1991年
- 惑星ウッドストック ファンキーホラーバンド（ボジオ、バイ、ハマードラゴン、ピストーズ4）
- イースIII（坑夫・デューイ）

1992年
- アイル・ロード（ドゥガ）
- 銀河お嬢様伝説ユナ（ナレーション 他）※PCエンジン / セガサターン版
- ドラゴンスレイヤー英雄伝説II（バイオラのマスター）

1998年
- はいぱぁセキュリティーズ2（白星誉、飲酒運転、窃盗団、風船おじさん、風船おじさん改）

2000年
- ブレイブサーガ2（ブレア）

2005年
- ONE PIECE グラバト! RUSH（ヤソップ）

2006年
- ウォーシップガンナー2 鋼鉄の咆哮（アルベルト・ガルトナー）
- ジョジョの奇妙な冒険 ファントムブラッド
- ロックマンゼクス（フルーブ、ドラード）

2011年
- 聖闘士星矢戦記（暗黒キグナス、雑兵）

2015年
- ポポロクロイス牧場物語（マウリシオ）
- 龍が如く0 誓いの場所（山野井）

2021年
- ファミコン探偵倶楽部 うしろに立つ少女（駒田哲治）

2022年
- ONE PIECE トレジャークルーズ（ヤソップ）
- TRANSFORMERS ALLIANCE（モーターマスター、メナゾール）

### ドラマCD、カセット
- 蒼のマハラジャ（小間使いB）
- 吸血鬼ハンターD 風立ちてD（マイヤー）
- 風の大陸 CDシネマ2 邂逅編 下（刺客A）
- 集英社カセットコミックシリーズ 魁!!男塾 天挑五輪大武會編（アナウンス）
- ZX GIGAMIX（フルーブ、ハンター）
- 熱血最強ゴウザウラー SAURERS NOTE,3（藤吉雅夫）
- ソードワールドSFC2 いにしえの巨人伝説序章1（ラウルス）
- テイルズ オブ エターニアドラマCD（トランソム・バリル）
- ひかわ玲子原作 バセット英雄伝説エルヴァーズ カセット文庫（ハーラ副将軍）
- 魔神英雄伝ワタル3 虎王物語 虎王伝説 CDシネマ3 千年恋歌編（赤胴氏彦）
- 街 第Qの男 〜QはquestionのQ〜（サギ山）
- ロードス島戦記2 宿命の魔術師（ラスター公）

### 吹き替え

#### 映画
- 80デイズ（巡査部長〈ジョン・クリーズ〉）※テレビ東京版
- サウンド・オブ・ミュージック ※テレビ東京版
- スター・ウォーズ エピソード4/新たなる希望（コナン・アントニオ・モッティ提督〈リチャード・ルパルメンティエ〉、ドクター・エヴァザン〈アルフィ・カーティス（英語版）〉）※劇場公開版
- チャイニーズ・ウォリアーズ ※VHS版
- チャンス ※テレビ朝日版
- ファミリー・プロット ※TBS版
- ヤングマスター 師弟出馬（金竜道場（正風道場）の弟子〈タイ・ポー（中国語版）〉）※フジテレビ版
- ワン・モア・タイム ※ソフト版

#### ドラマ
- アメリカン・ヒーロー（アハ〈ニコ・ミナルドス〉）
- キャプテンパワー（指揮官、ロボット）
- 三国志演義（劉禅（少年期）〈李鉄〉）※NHK BS2版
- ジム・ヘンソンのストーリーテラー（囚人〈ロバート・ハミルトン〉）
- ONE PIECE（ヤソップ〈スティベル・マーク〉）

#### 人形劇
- フラグルロック ※NHK版
- マペット・ショー

### ボイスオーバー
- 美の巨人たち
  - 「ポール・ゴーギャン『説教のあとの幻影』」（2015年）
  - 「フィンセント・ファン・ゴッホ『タンギー爺さん』（2016年）

### 特撮
- ウルトラギャラクシー大怪獣バトル NEVER ENDING ODYSSEY（2008年、三面怪人ダダ（RB）の声）
- 仮面ライダーディケイド（2009年、判事の声）

### CM
- バンダイ キャラコン マグナビートル（ウラシマ・リュウ）

### ラジオドラマ
- 青山二丁目劇場
  - 運命というやつ（課長）
  - 椿山課長の七日間（SAC教官）
  - 今夜、101号室で（武の父）
  - 声に恋して（森田善郎）
  - 君に逢いたい（お父さん）
  - コミュニケーションという名の…（真鍋部長）
  - ラーメンの味（佐藤）
  - お釣りの渡し方（男性）
  - Neverending Daydream（警官）
  - 綺麗な心へ（刑事）
  - スペシャルロビー（男性）
  - 内藤新宿物語（ナレーション）
  - そして、旅はつづく（男性）
  - 牡丹燈籠 真夜中のヒロイン（飯島）
  - 母の秘密（ヨシエの父）
  - ハムサンド（父）
  - 私立探偵ファニーさん（速水龍平）
  - こい！ここぞというとき（波蔵）
  - 千早振る（八郎）
  - 一円泥棒（勝村）

### ナレーション
- ティーンズTV サイエンスワンダーワールド（NHK教育）
- アジア情報交差点（NHK BS1）
- 実録 となりの夫婦22（日本テレビ）

### 朗読
- 鏡地獄（小学館の名作文芸朗読）（江戸川乱歩 作、Audible）
- 水仙（小学館の名作文芸朗読）（太宰治 作、Audible）

### テレビドラマ
- あかんたれ（1976年、東海テレビ）[注釈 3]
- TBSのドラマ[注釈 4]
  - 空よ海よ息子たちよ（1981年）
  - 遙かなり マイ・ラブ−娘たちの戦後−（1981年）
- 立花登 青春手控え（1982年、NHK）[注釈 5]
- さらば海底空母イ401 幻のパナマ運河大爆撃（1983年、日本テレビ）
- 連続テレビ小説 梅ちゃん先生（2012年、NHK）[注釈 6]

### その他コンテンツ
- こまねこ（ラジパパ）
- 東京ディズニーリゾート
  - 東京ディズニーランド
    - ピーターパン空の旅（海賊）

  - 東京ディズニーシー
    - シンドバッド・ストーリーブック・ヴォヤッジ（サルタン）
    - マーメイドラグーンシアター（アナウンス[注釈 7]）
- ユニバーサル・スタジオ・ジャパン
  - シュレック4-Dアドベンチャー（セロニアス[注釈 8]）